# Oscar Geier (Bobfahrer)
Oscar Arnold Geier (* 19. August 1882 in Zürich; † 5. November 1942 in Mountain Lakes, New Jersey) war ein Schweizer Bobfahrer.
Geier war Rechtsanwalt von Beruf. Er liess sich 1902 in New Jersey in den USA nieder, um für eine Anwaltskanzlei eine Zweigstelle zu eröffnen. 1916 kehrte er vorübergehend in die Schweiz zurück, um im Ersten Weltkrieg Militärdienst zu leisten. Wieder in den USA, gründete er die Kanzlei Richards & Geier. Er betrieb mehrere Sportarten, darunter Bobfahren auf der Bahn in Lake Placid. Als dort die Olympischen Winterspiele 1932 stattfanden, bestimmte Reto Capadrutt Geier zu seinem Bremser. Gemeinsam gewannen sie die Silbermedaille im Zweierbob.